# Hegyi István (orvos)
Hegyi István (Győr, 1926. szeptember 18. – Budapest, 2023. január 11.) magyar gyermek-szakorvos, gyermekvédelmi főorvos, eszperantista. A Megyei Vöröskereszt vezetőségi tagja, NEB-tag, a Kállai Egészségügyi Gimnázium szakfelügyelője, a Magyar Orvos-eszperantó Társaság vezetőségi tagja, a Medicina Internacia Revuo lektora. A HEMO képzőművész köre tagja.

## Életpályája
1945-ben érettségizett a Győri bencés gimnáziumban. 1957-ben végzett a Szegedi Orvostudományi Egyetemen. 1957–1968 között gyermekkórházi adjunktusként dolgozott. 1968–1988 között a Veszprém Megyei Tanács Egészségügyi Osztályán megyei orvos volt. 1975-ben, Budapesten egészségügyi szervezési szakvizsgát tett. 1980-tól a VEAB Környezetjogi Bizottság tagja. 1985-ban az Akademio Internacia de San Marino A docense volt. 1988-tól a Kozmutza Flóra Fejlesztő Iskola és Kollégium orvosa. 1999-ban a HEMO-ban önálló kiállítása volt.

## Családja
Szülei: Hegyi István és Kopácsi Ilona voltak. Felesége, Szabó Márta. Két gyermekük született: Gábor (1960) és Márta (1964).

## Díjai, kitüntetései
- Veszprém Megyéért arany (1973)
- Nemzetközi Orvos-Eszperantó Shinoda díj (1974)
- Honvédelmi Érdemérem (1974)
- Egészségügy Kiváló Dolgozója (1976)
- Tanácsi Munkáért bronz (1978)
- Vöröskeresztes Munkáért arany (1979)
- A Tanács Kiváló Dolgozója (1980)
- Haza Szolgálatáért Érdemérem ezüst (1983)
- Munka Érdemrend bronz fokozata (1986)
- Haza Szolgálatáért Érdemérem arany (1987)